# Colostygia hethlandica
Colostygia hethlandica är en fjärilsart som beskrevs av Hans Rebel 1910. Colostygia hethlandica ingår i släktet Colostygia och familjen mätare. Inga underarter finns listade i Catalogue of Life.